# تاروم

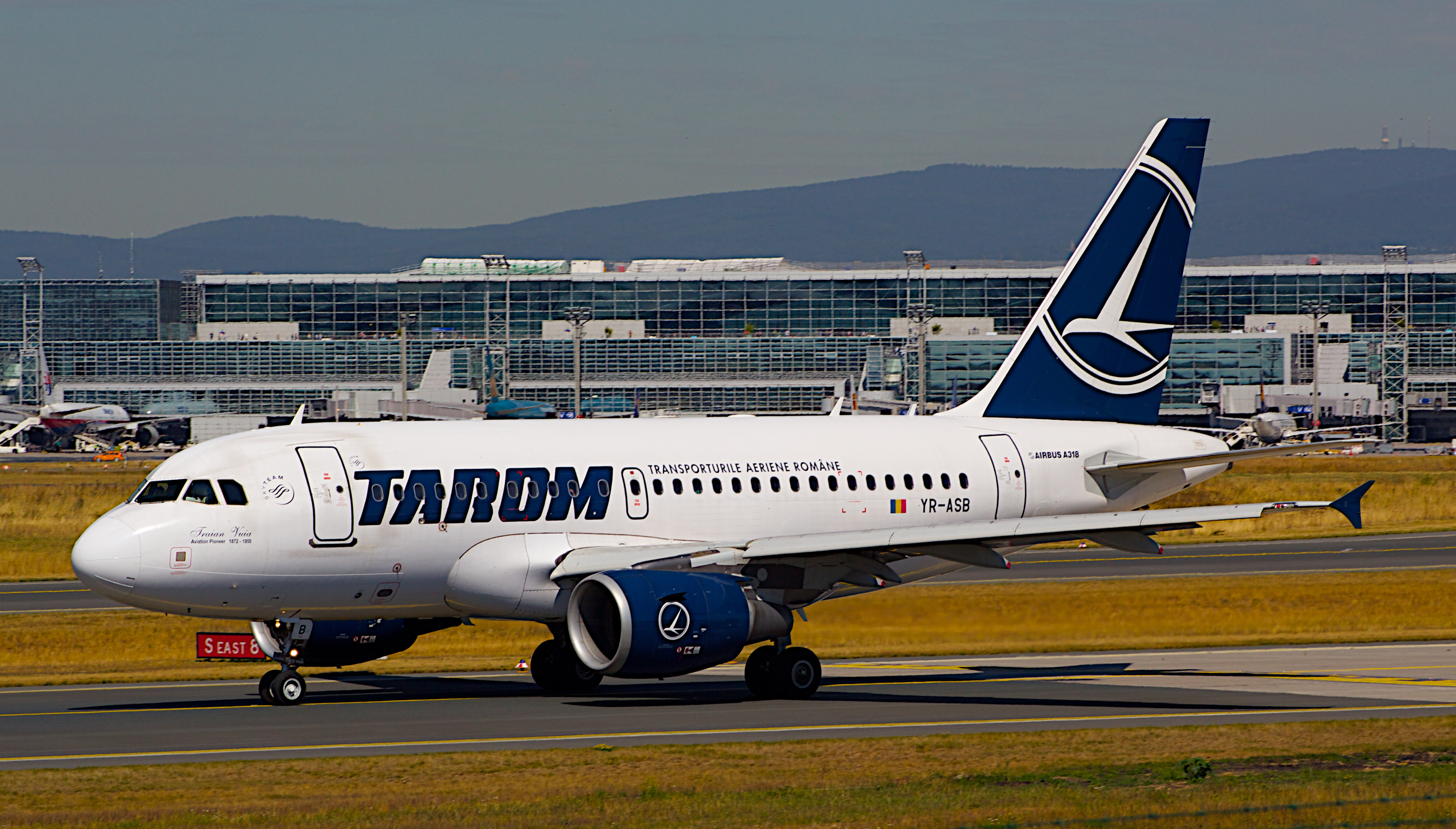
ایرباس ای۳۱۸ متعلق به هواپیمایی تاروم

تاروم، (به رومانیایی: TAROM) شرکت هواپیمایی حامل پرچم رومانی است، که دفتر مرکزی آن در شهر اوتوپه قرار دارد و قطب این شرکت هواپیمایی نیز در فرودگاه بین‌المللی هنری کواندا مستقر می‌باشد. 
شرکت تاروم در سال ۱۹۲۰ راه‌اندازی شد و در سال ۲۰۱۲ با انتقال بیش از ۲٫۲ میلیون مسافر، به‌عنوان بزرگترین شرکت هواپیمایی کشور رومانی شناخته شد. دولت رومانی با در اختیار داشتن ۹۵٪ درصد از شرکت تاروم، از طریق وزارت ترابری رومانی، کنترل این شرکت را در دست دارد.